# Чорторій (заказник)
Чорторі́й  — гідрологічний заказник місцевого значення в Україні. Розташований у межах Борзнянського району Чернігівської області, на захід від села Ховми. 
Площа 12 га. Статус присвоєно згідно з рішенням Чернігвського облвиконкому від 27.12.1984 року № 454; від 28.08.1989 року № 164. Перебуває у віданні ДП «Борзнянське лісове господарство» (Берестовецьке л-во, кв. 121, 122, 124). 
Статус присвоєно для збереження лучно-болотного природного комплексу, розташованого у заплаві річки Десна серед лісового масиву, в якому зростають вільха, сосна, дуб. У Трав'яному покриві зростають осока омська та іншф види болотного рвзнотрав'я. Заказник має значення як регулятор водного режиму прилеглих територій.